# Sosialistiski Loysingarflokkurin
Der Sosialistiski Loysingarflokkurin (Die Sozialistische Loslösungspartei) war eine sozialistisch-separatistisch ausgerichtete politische Partei auf den Färöern. Sie führte den Parteibuchstaben G.

## Geschichte
Diese kurzlebige linke Partei entstand in den späten 1980er Jahren und trat für die Unabhängigkeit der Färöer von Dänemark ein. In anderen Bereichen der Politik war sie radikaler ausgerichtet als die anderen damaligen Linksparteien Javnaðarflokkurin und Tjóðveldisflokkurin. 
Der Sosialistiski Loysingarflokkurin nahm lediglich einmal an einer Wahl teil, der Løgtingswahl 1990, mit D. P. Danielsen als Kandidat für das Løgting. Die Partei holte damals 2,3 Prozent der Stimmen. Dies reichte jedoch nicht für einen Sitz im Parlament.
Die schwere Wirtschaftskrise, die die Färöer in der ersten Hälfte der 1990er Jahre erfasste, änderte die wirtschaftlichen und politischen Verhältnisse auf den Färöern drastisch. Der Sosialistiski Loysingarflokkurin nahm dann an der Løgtingswahl 1994 nicht mehr teil.